# Danh sách cầu thủ bóng đá Thái Lan sinh ra ở nước ngoài
Đây là danh sách các cầu thủ Thái Lan nhập tịch hoặc sinh ra ở nước ngoài trước khi tham gia  đội tuyển bóng đá quốc gia Thái Lan.

## Danh sách cầu thủ
Những cầu thủ sau:
1. đã chơi ít nhất một trận cho đội tuyển Thái Lan và được sinh ra bên ngoài Thái Lan.

| Cầu Thủ                    | Sinh | Sinh ở     | Quốc tịch khác | Trận Đấu Đầu tiên | Trận Cuối    | Notes |
| -------------------------- | ---- | ---------- | -------------- | ----------------- | ------------ | ----- |
| Manuel Bihr                | 1994 | Herrenberg |                | 2017              | Đang Thi Đấu | [ 1 ] |
| Charyl Chappuis            | 1992 | Locarno    |                | 2014              | 2017         | [ 2 ] |
| Mika Chunuonsee            | 1989 | Bridgend   |                | 2015              | 2019         | [ 3 ] |
| Kevin Deeromram            | 1997 | Stockholm  |                | 2017              | 2017         | [ 4 ] |
| Tristan Do                 | 1993 | Paris      | Vietnam        | 2015              | Đang Thi Đấu | [ 5 ] |
| Elias Dolah                | 1993 | Lund       | Malaysia       | 2019              | Đang Thi Đấu | [ 6 ] |
| Ernesto Amantegui Phumipha | 1990 | Oviedo     |                | 2021              | Đang Thi Đấu | [ 7 ] |
| Philip Roller              | 1994 | Munich     |                | 2017              | Đang Thi Đấu | [ 8 ] |
| Jamie Waite                | 1986 | Plymouth   |                | 2002              | 2002         | [ 9 ] |

1. ↑  Apart from Thailand and the birth nation.